# 요제프 크르나치
요제프 크르나치(슬로바키아어: Jozef Krnáč, 1977년 12월 30일~)는 슬로바키아의 은퇴한 유도 선수이다. 2004년 하계 올림픽 남자 하프라이트급 종목에서 은메달을 획득했다.